# 943 v.Chr.
Het jaar 943 v.Chr. is een jaartal volgens de christelijke jaartelling.

## Gebeurtenissen
- 969-935: in Fenicië, koningin van Hiram I van Tyrus. De stad kende in deze periode een belangrijke economische ontwikkeling en werd een commercieel centrum in het oostelijke Middellandse Zeegebied.

## Geboren
- Adad-nirari II, koning van Assyrië[1]